# Núi Tekari
Núi Tekari (光岳 Tekari-dake) là một phần dãy núi Akaishi trên ranh giới hai tỉnh Shizuoka và Nagano ở Nhật Bản. Đây là ngọn núi phía nam dãy núi Akaishi và núi cực nam trên 2.500 mét (8.202 ft) tại Nhật Bản.